# 113
| 113                |
| ------------------ |
| Dødsfald - Fødsler |
|                    |

| Gregoriansk kalender | 113 CXIII               |
| Ab urbe condita      | 866                     |
| Armensk kalender     | I/T                     |
| Kinesiske kalender   | 2809 – 2810 壬子 – 癸丑 |
| Etiopisk kalender    | 105 – 106               |
| Jødisk kalender      | 3873 – 3874             |
| Hindukalendere       |                         |
| - Vikram Samvat      | 168 – 169               |
| - Shaka Samvat       | 35 – 36                 |
| - Kali Yuga          | 3214 – 3215             |
| Iransk kalender      | 509 BP – 508 BP         |
| Islamisk kalender    | 525 BH – 524 BH         |

Se også 113 (tal)